# Maxime Alexandre
Maxime Alexandre (Ronse, 4 februari 1971) is een Belgisch cameraman (director of photography).
Alexandre verhuisde op jonge leeftijd naar Rome. Daar kreeg hij interesse in films. Als jeugdacteur speelde hij in enkele films. Eind jaren tachtig verhuisde hij naar Parijs, waar hij een carrière begon als cameraman in de commercials. In 2001 ontmoette Alexandre regisseur en scenarioschrijver Alexandre Aja waarmee hij regelmatig een samenwerking had, waarvan de film Haute tension de eerste was.

## Filmografie

### Film
- 2003: Haute tension
- 2004: Mariage mixte
- 2004: The Defender
- 2005: Marock
- 2006: The Hills Have Eyes
- 2006: The Last Drop
- 2006: paris, je t'aime
- 2007: Catacombs
- 2007: P2
- 2008: Mirrors
- 2009: Holy Money
- 2010: The Crazies
- 2010: Christopher Roth
- 2011: The End
- 2011: L'amante du rif
- 2012: Maniac
- 2012: Silent Hill: Revelation 3D
- 2014: The Voices
- 2014: Earth to Echo
- 2015: Lady of Csejte
- 2015: Grotto
- 2016: The Other Side of the Door
- 2016: The 9th Life of Louis Drax
- 2016: The Warriors Gate
- 2017: Annabelle: Creation
- 2018: The Domestics
- 2018: The Nun
- 2019: Shazam!
- 2019: Crawl
- 2019: Countdown
- 2020: Come Play
- 2021: Oxygen
- 2021: Resident Evil: Welcome to Raccoon City
- 2023: The Cello
- 2024: Role Play
- 2024: Never Let Go
- 2025: Until Dawn

### Televisie
- 2013: Air Force One Is Down
- 2020: The Haunting of Bly Manor
- 2021: The Girl in the Woods
- 2024: The Pendragon Cycle